# Ragnar Furuhjelm
Elis Ragnar Furuhjelm, född 12 oktober 1879 i Uleåborg, död 15 november 1944 i Helsingfors, var en finländsk astronom och politiker. Han var bror till Erik Furuhjelm och i sitt äktenskap med filosofie magister Estrid Runeberg far till Mirjam Furuhjelm.
Furuhjelm blev professor i Helsingfors 1918, och deltog tillsammans med Anders Donner i utarbetandet av den internationella fotografiska himmelskartan samt utgav Catalogue photographique du ciel, zone de Helsingfors (1913) och Recherches sur les mouvements propes des étoiles dans la zone photographique de Helsingfors I–II (1916–26). Furuhjelm var även en av förgrunds figurerna i finlandssvensk politik. Han invaldes 1917 i riksdagen som representant för Svenska folkpartiet och var 1924–32 och 1935–44 ordförande för partiets riksdagsgrupp. Under Furuhjelms ledning blev partiet en taktiskt betydelsefull faktor i finländska politiken. Furuhjelm var mycket reserverad till Lapporörelsen, något som ledde till riksdagsgruppens splittring. Från 1923 var han ordförande i statsutskottet. Furuhjelm utövade ett flitigt politiskt och populärvetenskapligt författarskap, bland annat i Nya Argus, vars redaktion han tillhörde från 1915.

## Utmärkelser
- Kommendörstecknet av Finlands Vita Ros’ orden,  1924[3]

[Redigera Wikidata]